# انفجار انتحاری اسد ۱۳۹۶ کابل
انفجار انتحاری اسد ۱۳۹۶ کابل انفجاری است که در صبح روز دوشنبه ۲ اسد/ مرداد در کابل رخ داد و دست‌کم ۳۵ نفر کشته و ۴۰ نفر زخمی شده‌اند.طالبان با انتشار بیانیه‌ای مسئولیت این حمله را پذیرفت.

## جزئیات و اهداف حمله
انفجار انتحاری حوالی ساعت هفت صبح روز دوشنبه ۲ اسد به وقت محلی رخ داد که طی آن حمله‌کننده انتحاری با یک خودرو تویوتای مملو از مواد انفجاری و منفجر ساختن آن در نزدیکی مؤسسه آموزش عالی زاول در منطقه سر کاریز، در حوزه سوم امنیتی شهر کابل باعث این حمله بوده‌است. در این منطقه عمدتاً شیعه‌نشین هزاره‌ها سکونت دارند. بصیر مجاهد، سخنگوی پلیس کابل گفت که این انفجار انتحاری با برخورد یک خودرو سواری نوع تویوتا حامل مواد انفجاری به یک مینی‌بوس حامل کارمندان وزارت معدن افغانستان رخ داده است. عبدالقادر مطفی، سخنگوی وزارت معدن افغانستان، کشته شدن ۱۸ کارمند این وزارت خانه را تأیید کرد.
همچنین گفته شده‌است که انفجار در نزدیکی خانه محمد محقق، معاون دوم ریاست اجرایی رخ داده است. هنوز مشخص نیست که آیا محقق هدف این حمله بوده‌است یا خیر.

## خسارات و تلفات
وزارت داخله افغانستان این انفجار و تلفات ناشی از آن منجمله دست‌کم ۳۰ نفر کشته و ۵۰ نفر زخمی را تأیید کرد. نجیب دانش، سخنگوی وزارت داخله گفت که براساس اطلاعات اولیه تمام قربانیان افراد غیرنظامی هستند. سه خودرو و ۱۵ مغازه نیز در این انفجار صدمه دیده‌اند.
وزارت بهداشت افغانستان شمار کشته شدگان را ۳۱ نفر اعلام کرده‌است و گفته می‌شود که اغلب کشته شدگان کارمندان وزارت معدن، مغازه‌داران و عابران بودند و بسیاری از آنان تحصیلات عالی داشتند. سخنگوی وزارت معدن افغانستان نیز گفت که از این تعداد دو نفر زن و بقیه مرد بودند.
همچنین تا یکصد متری محل انفجار شیشه‌های ساختمان‌ها فرو ریخته و شماری از ساکنان منازل بر اثر آن، زخمی شده‌اند.

## چه کسانی کشته شدند؟
فهرست کسانی که در این حادثه کشته شدند نشان می‌دهد که اغلب کشته‌شده‌ها افراد فقیرجامعه بودند که با تلاش و زحمت به دانشگاه رفته، شماری در خارج درس خوانده و برای اینکه دست خانواده‌شان را بگیرند به افغانستان برگشته بودند.

## مسئولیت حمله
طالبان با انتشار بیانیه‌ای مسئولیت این حمله را پذیرفت. طالبان گفت که ۳۷ نفر را کشته است این گروه کشته شدگان را اعضای سازمان امنیت افغانستان ذکر کرده‌است.
این بیانیه توسط "ذبیح الله مجاهد" سخنگوی گروه طالبان، در تماس با رسانه‌های داخلی صورت گرفت.

## واکنش‌ها

### داخلی
ارگ ریاست جمهوری افغانستان این حمله را محکوم کرد و گفت که هدف یک خودرو کارمندان غیرنظامی بوده‌است. این بیانیه علت حمله را «تلفات سنگین تروریست‌ها در میدان‌های جنگ، از سوی نیروهای امنیتی و دفاعی افغانستان» عنوان کرده‌است.

### خارجی
- سازمان عفو بین‌الملل با انتشار بیانیه‌ای این حمله را وحشتناک توصیف کرد و گفت که هدف قراردادن عمدی افراد غیرنظامی براساس قوانین بین‌المللی جنایت جنگی تلقی می‌شود. در این بیانیه به حمله یکسال قبل کابل در تاریخ دوم اسد/مرداد، نیز اشاره شده‌است و اینکه در این تاریخ یکی از مرگبارترین حملات تاریخ این شهر رخ داده است.
- دفتر نمایندگی سازمان ملل در افغانستان (یوناما) این حمله را محکوم و آن را جنایت جنگی خواند. این دفتر در بیانیه اش گفت که: «خشونت‌ها در برابر غیرنظامیان در سراسر افغانستان در افزایش است.» و از طرف‌های درگیر خواست تا از هدف قراردادن غیرنظامیان اجتناب ورزند.
- ناتو نیز حمله کابل توسط طالبان را محکوم کرد و افزود که انجام چنین حملات تروریستی تعهد جامعه جهانی در امر مبارزه با تروریسم در افغانستان را قوی تر می‌سازد.
- سفارت آمریکا در کابل این حمله را محکوم کرد و در بیانیه اش نوشت: «این حمله مرگبار بر کارمندان شجاع غیرنظامی افغان، نشان‌دهنده بی‌احترامی آشکار به زندگی انسان‌ها و حقوق تمام افغان‌ها برای زندگی مسالمت‌آمیز و عاری از وحشت است… آمریکا در این لحظه غم‌انگیز در کنار مردم افغانستان می‌ایستد و تعهد خویش را برای کمک به ایجاد یک محیط امن و مرفه در سراسر این کشور تکرار می‌کند.»
- نارندرا مودی، نخست وزیر هند در صفحه رسمی توییترش ضمن محکوم نمودن این حمله با مردم و دولت افغانستان ابراز همدردی کرد.[۵]

## وقایع روزهای گذشته
طالبان در چند روز پیش از این حمله کنترل دست کم دو شهرستان را در افغانستان در دست گرفته‌است و جنگ شدید میان نیروهای دولتی و جنگجویان طالبان در ولایت‌های بغلان، بدخشان و کندز در شمال افغانستان و قندهار، هلمند و اوروزگان در جنوب ادامه دارد.

## آمار کشته شدگان در نیمه اول سال ۲۰۱۷
در نیمه اول سال میلادی ۲۰۱۷ در اثر حملات طالبان و داعش در افغانستان حدود ۱۶۶۲ غیرنظامی کشته شده‌اند.